# Aleksejus Novoselskis
Aleksejus Novoselskis (* 2. Februar 1985 in Nowgorod) ist ein ehemaliger litauischer Skilangläufer. 

## Werdegang
Novoselskis nahm von 2002 bis 2011 an Wettbewerben der Fédération Internationale de Ski teil. Sein erstes von insgesamt 21 Weltcuprennen lief er im Februar 2005 in Reit im Winkl, welches er mit dem 90. Rang über 15 km Freistil beendete. Bei der nordischen Skiweltmeisterschaft 2005 in Oberstdorf erreichte er den 75. Rang über 15 km Freistil und den 62. Platz im Sprint. Bei den Olympischen Winterspielen 2006 in Pragelato belegte er den 59. Platz im Sprint. Sein bestes Weltcupeinzelrennen lief er im Januar 2009 in Rybinsk, welches er mit dem 49. Platz im Sprint beendete.  Bei der nordischen Skiweltmeisterschaft 2009 in Liberec errang er den 59. Platz im Sprint und den 21. Platz im Teamsprint. Bei den Olympischen Winterspielen 2010 in Vancouver kam er auf den 71. Platz über 15 km Freistil und den 53. Rang im Sprint. Den 60. Rang im Sprint und den 21. Platz im Teamsprint belegte er bei der folgenden Weltmeisterschaft in Oslo.

## Platzierungen im Weltcup

### Weltcup-Statistik
Die Tabelle zeigt die erreichten Platzierungen im Einzelnen.
- 1.–3. Platz: Anzahl der Podiumsplatzierungen
- Top 10: Anzahl der Platzierungen unter den ersten zehn
- Punkteränge: Anzahl der Platzierungen innerhalb der Punkteränge
- Starts: Anzahl gelaufener Rennen in der jeweiligen Disziplin
- Hinweis: Bei den Distanzrennen erfolgt die Einordnung gemäß FIS.

| Platzierung         | Distanzrennen a | Distanzrennen a | Distanzrennen a | Distanzrennen a | Distanzrennen a | Skiathlon Verfolgung | Sprint | Etappen- rennen b | Gesamt | Team c | Team c  |
| Platzierung         | ≤ 5 km          | ≤ 10 km         | ≤ 15 km         | ≤ 30 km         | > 30 km         | Skiathlon Verfolgung | Sprint | Etappen- rennen b | Gesamt | Sprint | Staffel |
| ------------------- | --------------- | --------------- | --------------- | --------------- | --------------- | -------------------- | ------ | ----------------- | ------ | ------ | ------- |
| 1. Platz            |                 |                 |                 |                 |                 |                      |        |                   |        |        |         |
| 2. Platz            |                 |                 |                 |                 |                 |                      |        |                   |        |        |         |
| 3. Platz            |                 |                 |                 |                 |                 |                      |        |                   |        |        |         |
| Top 10              |                 |                 |                 |                 |                 |                      |        |                   |        |        |         |
| Punkteränge         |                 |                 |                 |                 |                 |                      |        |                   |        | 2      |         |
| Starts              |                 |                 | 9               |                 |                 |                      | 6      | 1                 | 16     | 2      |         |
| Stand: Karriereende |                 |                 |                 |                 |                 |                      |        |                   |        |        |         |